# Malaysia Open 1939
Die Malaysia Open 1939 im Badminton fanden Anfang April 1939 in Penang statt. Sie waren die 3. Auflage dieses Championats.
== Finalresultate der Malaysia Open 1939 ==
| Disziplin    | Sieger                     | Finalist                       | Ergebnis           |
| ------------ | -------------------------- | ------------------------------ | ------------------ |
| Herreneinzel | Seah Eng Hee               | Tan Chong Tee                  | 15-8, 17-15        |
| Dameneinzel  | Cecilia Chan               | Lee Chee Neo                   | 12-11, 11-4        |
| Herrendoppel | Teh Gin Sooi Low Keat Soo  | Alimat Bin Rahman Lee Yew Seng | 15-7, 17-18, 15-9  |
| Damendoppel  | Chang Kon Neong Ida Lim    | Felicity Chan Hew Siew Ying    | 15-10. 3-15, 15-11 |
| Mixed        | Ooi Teik Hock Cecilia Chan | Chan Kon Leong Chan Kon Yoon   | 15-4, 15-11        |